# Verwaltungsgericht Münster

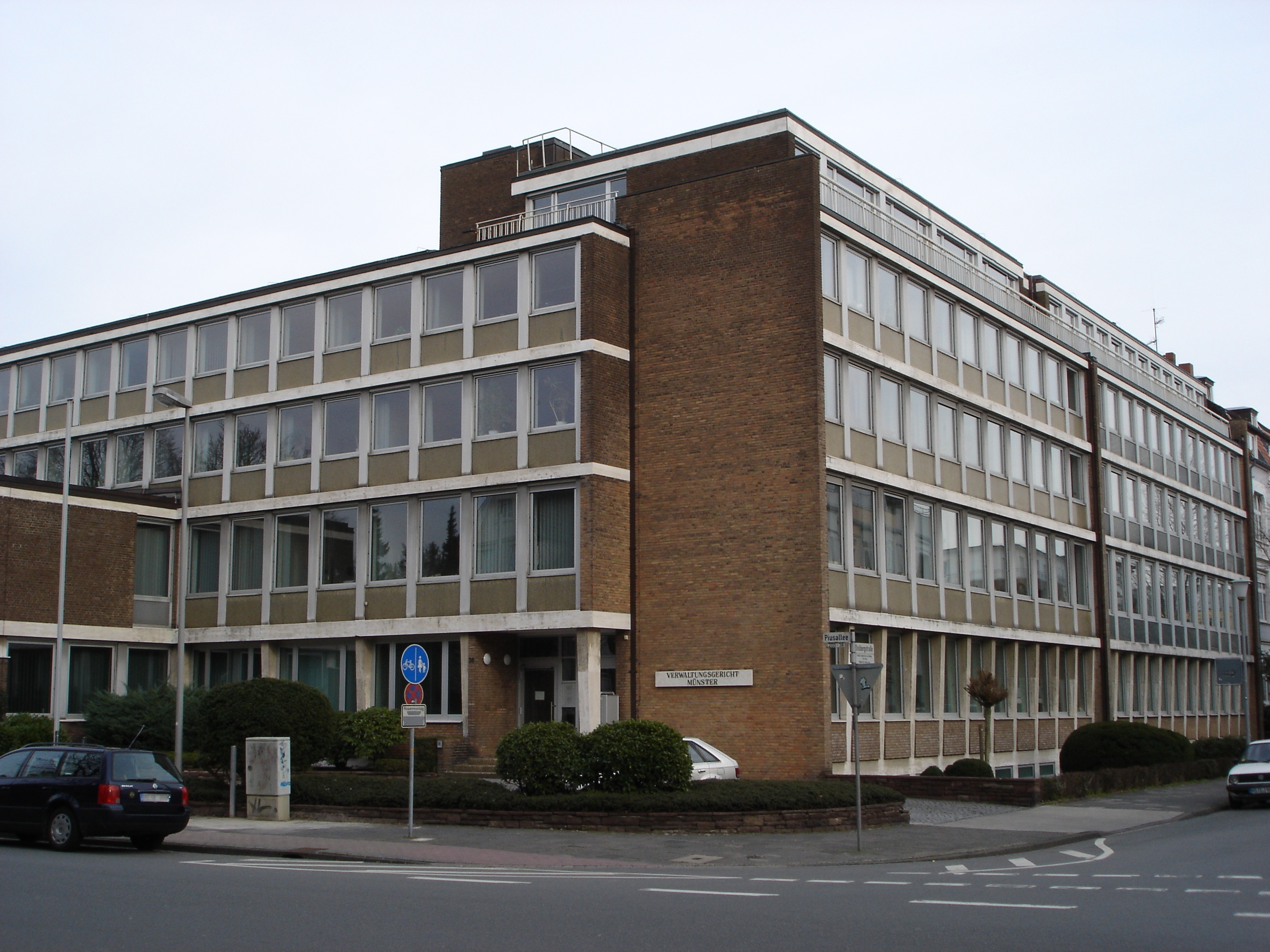
Das Verwaltungsgericht Münster an der Piusallee.

Das Verwaltungsgericht Münster, ein Gericht der Verwaltungsgerichtsbarkeit, ist eines von sieben Verwaltungsgerichten des Bundeslandes Nordrhein-Westfalen.

## Gerichtssitz und -bezirk
Das Verwaltungsgericht (VG) hat seinen Sitz in Münster. Der Gerichtsbezirk umfasst das Gebiet der kreisfreien Stadt Münster sowie das der Kreise Borken, Coesfeld, Steinfurt und Warendorf.

## Gerichtsgebäude
Das Gericht residierte bis 1984 im „Heereman’schen Hof“ an der Königsstraße und ist seitdem in der Piusallee 38 im früheren Verwaltungsgebäude des Westfälisch-Lippischen Sparkassen- und Giroverbands untergebracht. Das aus den 1960er Jahren stammende Gebäude war an vielen Stellen sanierungsbedürftig und wurde von 2018 bis 2020 umfassend saniert. Während der Sanierungszeit war das Gericht im Gebäude Manfred-von-Richthofen-Straße 8 untergebracht.

## Geschichte
1946 nahm das Gericht seine Tätigkeit als Bezirksverwaltungsgericht mit zunächst nur einem Richter auf. Das daraus hervorgegangene Landesverwaltungsgericht hatte 1961  drei Kammern mit elf Richtern.

## Leitung
Präsidentin des Verwaltungsgerichts Münster ist seit dem 1. September 2021 Elisabeth Rapsch, die zuvor seit 2007 Vizepräsidentin des Gerichtes war. Ihr Vorgänger im Amt war seit 2004 Manfred Koopmann, der vorher den 22. Senat am Oberverwaltungsgericht in Münster leitete.

## Übergeordnete Gerichte
Übergeordnetes Gericht ist das ebenfalls in Münster ansässige Oberverwaltungsgericht für das Land Nordrhein-Westfalen. Auf dieses folgt im Instanzenzug das Bundesverwaltungsgericht in Leipzig.